# Арлингтон (Вашингтон)
Арлингтон (енгл. Arlington) град је у америчкој савезној држави Вашингтон. По попису становништва из 2010. у њему је живело 17.926 становника.

## Демографија
Према попису становништва из 2010. у граду је живело 17.926 становника, што је 6.213 (53,0%) становника више него 2000. године.
| Група             | 2000.          | 2010.          |
| Белци             | 10.240 (87,4%) | 14.539 (81,1%) |
| Афроамериканци    | 132 (1,1%)     | 212 (1,2%)     |
| Азијати           | 258 (2,2%)     | 584 (3,3%)     |
| Хиспаноамериканци | 683 (5,8%)     | 1.700 (9,5%)   |
| Укупно            | 11.713         | 17.926         |